# 平成28年台風第14号
平成28年台風第14号（へいせい28ねんたいふうだい14ごう、アジア名：ムーランティ / Meranti）は、2016年（平成28年）9月に発生し、台湾や華南等に大きな被害を出した台風である。同年に発生した台風の中では最も勢力が強いものであり、2013年の台風30号以来3年ぶりに、900hPaを下回る中心気圧を正式に記録した。

## 概要
| 進路図 |  | 赤外線画像 |
| 進路図 |  | 赤外線画像 |

2016年9月7日14時30分（協定世界時9月7日5時30分）、合同台風警報センター（JTWC）は、グアム島の南方海上で発生した低気圧98Wが急速に発達したことから、熱帯低気圧形成警報（TCFA）を発表して警戒を開始した。気象庁は9月8日3時（協定世界時9月7日18時）に、低気圧は熱帯低気圧へ成長したと判断。合同台風警報センターは熱帯低気圧番号16Wを割り当てて、警戒情報を発表した。
16Wは9月10日15時（協定世界時9月10日6時）に、フィリピンの東の海上（北緯14度50分・東経139度10分）で台風14号となり、アジア名「ムーランティ（Meranti）」と命名された。命名国はマレーシアで、木の名前に由来する。14号は11日にフィリピンの監視領域に入ったため、フィリピン大気地球物理天文局（PAGASA）はフィリピン名「フェルディー（Ferdie）」と命名した。

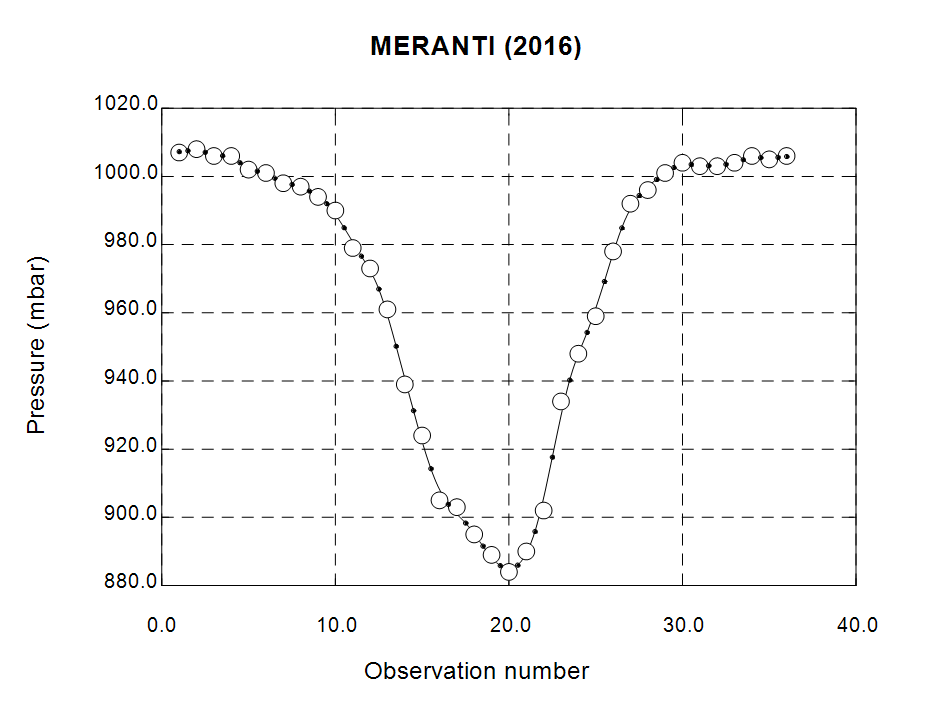
気圧の変化

台風14号は、発生当初は中心気圧1,000 hPa、中心付近の最大風速18m/sであったが、その後西北西に進みながら発達を続け、12日の21時（協定世界時12日12時）になると、最大風速60m/s（120kt）、最大瞬間風速85m/s（170kt）の猛烈な勢力にまで発達。13日21時には中心気圧が890 hPaにまで低下して最盛期を迎えた。暴風域の半径は130 kmであった。合同台風警報センターは「スーパー台風」であると発表。アメリカ航空宇宙局（NASA）は同日、気象衛星を使って14号の目を撮影し、台風に対する警戒を呼びかけた。合同台風警報センターによる解析では、最大瞬間風速は100m/sに達していたとされる。速報値の時点でもピーク時の中心気圧は890hPaとされていたが、事後解析の値でもピーク時の中心気圧は890hPaと解析されており、900hPa未満となる中心気圧の正式記録は、2013年にフィリピンを襲った台風30号以来初めてとなり、2000年代に入ってからは3回目の事例であった。
14号はその後バシー海峡を通過し、14日に台湾南部に最接近。15日未明には、中心気圧945 hPa・最大風速約64mの強い勢力を維持したまま、中国本土の福建省廈門市近郊に上陸。上陸時の風速は約64m/s、最大瞬間風速は約78m/sで、過去に福建省南部に上陸した台風の中では、1949年以来最大規模の勢力であったという。そして15日の21時（協定世界時15日12時）、14号は華南（北緯27度00分・東経117度00分）で熱帯低気圧へと変わった。
この台風の進路は、同年7月の台風1号に類似していた。
| 順位 | 台風               | 国際名  | 年     | 最大風速 (kt) |
| ---- | ------------------ | ------- | ------ | ------------- |
| 1    | 昭和54年台風第20号 | Tip     | 1979年 | 140           |
| 2    | 平成25年台風第30号 | Haiyan  | 2013年 | 125           |
| 2    | 平成22年台風第13号 | Megi    | 2010年 | 125           |
| 2    | 昭和57年台風第10号 | Bess    | 1982年 | 125           |
| 5    | 令和3年台風第2号   | Surigae | 2021年 | 120           |
| 5    | 令和2年台風第19号  | Goni    | 2020年 | 120           |
| 5    | 平成28年台風第14号 | Meranti | 2016年 | 120           |
| 5    | 平成3年台風第28号  | Yuri    | 1991年 | 120           |
| 5    | 平成2年台風第19号  | Flo     | 1990年 | 120           |
| 5    | 昭和61年台風第3号  | Lola    | 1986年 | 120           |
| 5    | 昭和60年台風第22号 | Dot     | 1985年 | 120           |
| 5    | 昭和59年台風第22号 | Vanessa | 1984年 | 120           |
| 5    | 昭和58年台風第5号  | Abby    | 1983年 | 120           |
| 5    | 昭和57年台風第21号 | Mac     | 1982年 | 120           |
| 5    | 昭和56年台風第22号 | Elsie   | 1981年 | 120           |
| 5    | 昭和55年台風第19号 | Wynne   | 1980年 | 120           |
| 5    | 昭和53年台風第26号 | Rita    | 1978年 | 120           |

| 順位 | 台風                             | 国際名  | 年     | 最大風速 (kt) |
| ---- | -------------------------------- | ------- | ------ | ------------- |
| 1    | 第2室戸台風 (昭和36年台風第18号) | Nancy   | 1961年 | 185           |
| 2    | 昭和36年台風第24号               | Violet  | 1961年 | 180           |
| 2    | 昭和30年台風第28号               | Ruth    | 1955年 | 180           |
| 4    | 狩野川台風 (昭和33年台風第22号)  | Ida     | 1958年 | 175           |
| 5    | 令和3年台風第2号                 | Surigae | 2021年 | 170           |
| 5    | 令和2年台風第19号                | Goni    | 2020年 | 170           |
| 5    | 平成28年台風第14号               | Meranti | 2016年 | 170           |
| 5    | 平成25年台風第30号               | Haiyan  | 2013年 | 170           |
| 5    | 昭和41年台風第4号                | Kit     | 1966年 | 170           |
| 5    | 昭和39年台風第34号               | Opal    | 1964年 | 170           |
| 5    | 昭和39年台風第18号               | Sally   | 1964年 | 170           |
| 5    | 昭和34年台風第9号                | Joan    | 1959年 | 170           |

## 被害
| 強風に見舞われる高雄市内 |  | 台風通過後の廈門市内 |  | 高雄市内の公園における倒木 |
| 強風に見舞われる高雄市内 |  | 台風通過後の廈門市内 |  | 高雄市内の公園における倒木 |

9月13日に台風が接近したフィリピン北部（バタネス州など）では、300棟近くの家屋が倒壊し、900棟以上の家屋が被害を受けたと報告されている。
9月14日に台風が接近した台湾では、少なくとも2人の死亡が確認されたほか、100万世帯が停電、72万世帯が断水するといった事態となった。各地で暴風や豪雨等が相次いだことにより、台東県では小さな灯台が崩壊し、高雄市の西子湾では転覆した漁船も見つかった。西大武山では半日で600mmを超す大雨を観測したほか、玉山で38.5m/s、高雄市で38m/sの最大瞬間風速をそれぞれ記録。現地の中央気象局は、恒春鎮の観測所では120年の観測史上最大の風速を記録したと発表した。
さらに中国では、台風の上陸地点でもある福建省や浙江省など華南での被害が特に著しく、福建省では18人が死亡、11人が行方不明となった。同省にあった「月」を題材とした巨大な風船のオブジェが風に煽られ、街中を転がる様子が撮影されると、異様な光景として話題となった。このオブジェは、中秋の名月にちなんで飾られていた。同省永春県の観光局によると、800年の歴史を持つ橋も破壊されたという。なお、中国国内全体での死者数は45人であった。
台風14号による死者数は合計で47人となり、被害総額は47億9,000万ドル（USドル）に達した。

## その他
この台風のアジア名である「ムーランティ（Meranti）」は、この台風限りで使用中止となり、次順からは「ニヤトー（Nyatoh）」というアジア名が使用されることになった。